# Jacobus de Cessolis
~
 Jacobus de Cessolis (c. 1250 – c. 1322) foi um monge dominicano italiano autor da mais famosa moralidade do enxadrismo da Idade Média.
Na segunda metade do século XIII Cessolis utilizou o xadrez como base para uma série de sermões sobre moraliade. Posteriormente estes foram compilados em Liber de Moribus Hominum et Officiis Nobilium Sive Super Ludo Scacchorum ('Livro de costumes do homem e deveres dos nobres ou o livro de Xadrez'). O trabalho foi traduzido para outros idiomas e foi a base do livro The Game and Playe of the Chesse (1474) de William Caxton, um dos primeiros livros impressos da língua inglesa.